# Dankelsheim
Dankelsheim ist ein Stadtteil im niedersächsischen Bad Gandersheim im Landkreis Northeim.

## Geographie
Dankelsheim liegt circa fünf Kilometer nordöstlich von der Stadtmitte Bad Gandersheim. Das Dorf liegt in der Börde des Hebers östlich des Hellebergs.

## Geschichte
Die Ersterwähnung des Ortes stammt aus dem Jahr 1129, als der damals „Thancoluisse“ genannte Ort im Gebiet Burchards I. von Loccum lag. Zwei erbenlose Freie hinterließen Güter in dem Ort, die Lothar III. auf Bitten seiner Gemahlin Richenza von Northeim dem kurz zuvor gegründeten Kloster Clus schenkte. In der Hildesheimer Stiftsfehde wurde er vollständig verwüstet. Ab 1523 wurde der Klosterhof wiederaufgebaut.
Am 1. März 1974 wurde Dankelsheim in die Stadt Bad Gandersheim eingegliedert.

## Politik
Gemäß der Hauptsatzung von Bad Gandersheim werden die Ortsteile der Stadt jeweils durch einen Ortsvorsteher vertreten. Aktuell ist I. Klaus in dieser Funktion.
Ortsbrandmeister ist André Kath.

## Sehenswürdigkeiten
Im Dorf befindet sich die Johanniskirche, deren Gemeinde zur Propstei Bad Gandersheim gehört. Der steinerne Bau ersetzte 1470 eine Holzkapelle. Sie wurde mehrfach renoviert, darunter 1607 durch den ersten evangelischen Cluser Abt, Georg Schünemann, sowie 1875.